# アライヴ2
『アライヴ2』（Alive II）は、1977年にキッスが発表した2作目のライブ・アルバム。
オリジナルLPは2枚組で、1面から3面に既発表曲のライヴ録音、4面に新曲のスタジオ録音を収録した。

## 解説
彼等の出世作となった1975年の2枚組ライブ・アルバム『地獄の狂獣 キッス・ライヴ』（Alive!）の続編として企画された。選曲は『地獄の狂獣 キッス・ライヴ』に続いて発表されたスタジオ・アルバム『地獄の軍団』（1976年）、『地獄のロックファイアー』（1976年）、『ラヴ・ガン』（1977年）の収録曲に絞られ、1977年8月末にLAフォーラムで開かれたイングルウッド公演で録音された音源を中心に構成された。4面に収録された新曲のスタジオ録音も含めて、エディ・クレイマーがメンバーと共同でプロデュースした。
選曲にあたって『地獄の狂獣 キッス・ライヴ』との重複が避けられたので、後述するように実際のコンサートのセットリストをそのまま再現してはおらず、「ライブ・バージョンによるベスト・ヒット」「ライブ・テイク・コレクション」といった位置づけのアルバムである。全編にわたり途切れることなく続く大歓声がオーヴァー・ダビングされ、ポール・スタンレーのリード・ヴォーカルに彼のバッキング・ヴォーカルが重ねられるなどの大胆な編集が施された。
4面の制作は、1977年9月にニュージャージー州パサイクのキャピタル・シアターとニューヨークのエレクトリック・レディ・スタジオで行なわれた。ボブ・キューリックやリック・デリンジャーなどの外部ミュージシャンが起用されたが、クレジットはない。　
オリジナル・アナログLPはゲートフォールド・ジャケットに豊富なカラー写真を掲載したブックレットを挟み、各メンバーのキャラクターを模したプリント・タトゥーが付けられるなど、豪華な装丁となった。1977年10月にリリースされ、翌1978年の1月7日にビルボードTOP200の7位まで上昇。ダブルプラチナムを獲得した。
2006年には『アライヴ1975-2000 ボックス・セット』の中の1枚として収録された。

## 収録曲
ライブ・テイク（旧アナログ盤1〜3面）
1. デトロイト・ロック・シティ - "Detroit Rock City" [3:56] 
『地獄の軍団』から。長期間にわたってコンサートのオープニング・ナンバーとして演奏された代表曲。リードヴォーカルはスタンレー。
2. 暗黒の帝王 - "King Of The Night Time World" [3:05] 
『地獄の軍団』から[注釈 3]。リードヴォーカルはスタンレー。
3. 熱きレディース・ルーム - "Ladies' Room" [3:14]
『地獄のロックファイアー』から。リードヴォーカルはジーン・シモンズ。
4. 果てしなきロックファイアー - "Makin' Love" [3:13] 
『地獄のロックファイアー』から。リードヴォーカルはスタンレー。
5. ラヴ・ガン - "Love Gun" [3:40]
『ラヴ・ガン』から。リードヴォーカルはスタンレー。
6. 悪魔のドクター・ラヴ - "Calling Dr.Love" [3:35]
『地獄のロックファイアー』から。リードヴォーカルはシモンズ。
7. クリスティーン・シックスティーン - "Christine Sixteen" [2:45]
『ラヴ・ガン』から。リードヴォーカルはシモンズ。
8. ショック・ミー - "Shock Me" [5:51]
『ラヴ・ガン』から。リードヴォーカルはエース・フレーリー。後半のギターソロではダイナミックなフィードバック奏法を聴かせるが、編集の都合上一部がカットされている。
9. ハード・ラック・ウーマン - "Hard Luck Woman" [3:06]
『地獄のロックファイアー』から。リードヴォーカルはピーター・クリス。スタジオ録音盤はアコースティック・ギターによるバッキングが施されているが、本作ではあえて歪ませたエレクトリック・ギターで演奏されている。音源はニュージャージー州パサイクのキャピタルシアター。
10. トゥモロー・アンド・トゥナイト - "Tomorrow and Tonight" [3:25]
『ラヴ・ガン』から。リードヴォーカルはスタンレー。キャピタルシアターの音源。
11. 愛の謀略 - "I Stole Your Love" [3:35]
『ラヴ・ガン』から。リードヴォーカルはスタンレー。LAフォーラムでのサウンドチェックでの演奏をそのまま収録。
12. ベス - "Beth" [2:24]
『地獄の軍団』から。リードヴォーカルはクリス。バックの演奏はテープによる。1977年4月2日、日本武道館で収録。
13. 雷神 - "God of Thunder" [5:16]
『地獄の軍団』から。リードヴォーカルはシモンズ。彼のベースソロで始まり、中盤にクリスのドラムソロをフィーチャー。流れをスムーズにするためか、オリジナルよりもアップテンポに演奏されている。
14. いかすぜあの娘 - "I Want You" [4:14]
『地獄のロックファイアー』から。リードヴォーカルはスタンレー。1977年4月2日、日本武道館で収録。
15. 狂気の叫び - "Shout It Out Loud" [3:39]
『地獄の軍団』から。リードヴォーカルはAメロがスタンレー、Bメロがシモンズ。エンディングにパイロの爆音を重ね、さらに"We Want KISS!!"のアンコールを重ねることによりコンサート終了の雰囲気を演出。

スタジオ録音（旧アナログ盤4面）
1. オール・アメリカン・マン - "All-American Man" (ショーン・デラニー、ポール・スタンレー) [3:13]
リードヴォーカルはスタンレー。
2. ロッキン・イン・ザ・USA - "Rockin' in the USA" (ジーン・シモンズ) [2:36]
リードヴォーカルはシモンズ。
3. ラージャー・ザン・ライフ - "Larger Than Life" (シモンズ) [3:59]
リードヴォーカルはシモンズ。
4. ロケット・ライド - "Rocket Ride" (ショーン・デラニー、エース・フレーリー) [4:07]
リードヴォーカルはフレーリー。ベースはフレーリーの演奏。
元々フレーリーのソロの作品になる予定だったが、新曲不足を補う為に収録された。X JAPANのhideがソロシングル「ROCKET DIVE」のイントロでオマージュしている。
5. エニイウェイ・ユー・ウォント・イット - "Any Way You Want It (デイヴ・クラーク) [2:33]
リードヴォーカルはスタンレー。オリジナルはデイヴ・クラーク・ファイヴ。

### イングルウッド公演のセットリスト
本作収録曲の大半が録音された1977年8月のイングルウッド公演のセットリストは以下のとおりである。太字は本作に使用された録音を示す。
1. 愛の謀略 - "I Stole Your Love"
2. 燃える欲情 - "Take Me"
3. 熱きレディス・ルーム - "Ladies Room"
4. ファイヤー・ハウス - "Firehouse"
5. ラヴ・ガン - "Love Gun"
6. フーリガン - "Hooligan"
7. 果てしなきロックファイアー - "Makin' Love"
8. クリスティーン・シックスティーン - "Chiristine Sixteen"
9. ショック・ミー - "Shock Me"
10. いかすぜあの娘 - "I Want You"
11. 悪魔のドクター・ラヴ - "Calling Dr.Love"
12. 狂気の叫び - "Shout It Out Loud"
13. 雷神 - "God Of Thunder"
14. ロックン・ロール・オール・ナイト - "Rock And Roll All Nite"
15. デトロイト・ロック・シティ - "Detroit Rock City"
16. ベス - "Beth"
17. ブラック・ダイヤモンド - "Black Diamond"

本作に使用されなかった録音の内訳は以下の通り。
- 「いかすぜあの娘」「ベス」 - 代わりに1977年4月2日の東京公演の録音が使用された。
- 「ファイヤー・ハウス」「ロックン・ロール・オール・ナイト」「ブラック・ダイヤモンド」 - 別録音が『地獄の狂獣』に収録済み。
- 「燃える欲情」「フーリガン」 - オリジナルはそれぞれ『地獄のロックファイアー』『ラヴ・ガン』の収録曲。本作の選曲から外された。

## 未発表ライブ・アルバム『ROCK AND ROLL PARTY IN TOKYO』
本作に収録された「いかすぜあの娘」と「ベス」は、1977年4月2日、『地獄のロックファイアー』の発表後に行なわれた初の日本ツアーの東京公演で録音された。
当初は同公演を収録・一部編集し、『ROCK AND ROLL PARTY IN TOKYO』というタイトルで発売が予定され、ミックスダウンのスケジュールや製造番号まで決定していたものの、急遽中止になった。バンド側からは「忙しくてミックスダウンをしている暇がない」と説明があったという。当時の日本ビクターは既に『ミュージック・ライフ』等の音楽雑誌に広告を載せていたために何とか発表してくれるよう交渉したが、カサブランカ・レコードからの良い返答はなく、ライヴアルバムとしての音源化は迷宮入りして今日に至った。
4月2日の公演は日本武道館で昼と夜の2回行なわれ、同年5月7日には夜の部をNHKが録画・編集した映像が総合テレビジョンの音楽番組『ヤング・ミュージック・ショー』で放映された。2004年には同番組がNHKの特集番組『NHKアーカイブス』で放送された。2006年に発表された編集DVD"Kissology: The Ultimate Kiss Collection Vol. 1 1974-1977"には、演奏された15曲全ての映像が"Budokan Hall, Tokyo, Japan 4/2/77"として収録された。